# Albaladejo
Albaladejo (del árabe hispánico: Al-Balāṭ ‘la calzada’) es un municipio español, situado en el sudeste de la provincia de Ciudad Real, en la comunidad autónoma de Castilla-La Mancha y perteneciente a la comarca del Campo de Montiel.

## Historia

### Edad Antigua
La región donde hoy se encuentra Albaladejo fue habitada desde la antigüedad por los oretanos, un pueblo indígena de filiación íbera. Este grupo étnico prerromano ocupaba un extenso territorio caracterizado por su cercanía a Sierra Morena. Gracias a su ubicación entre cuencas fluviales importantes como la del Guadalquivir surgieron los primeros asentamientos que aprovecharon la riqueza agrícola y estratégica del terreno.
Durante la época romana, el término municipal de Albaladejo fue escenario de una profunda romanización. En él se asentaron poblaciones como Paterniana y Puente de la Hornilla, cuyas ruinas aún perduran como testimonio de esa época. Uno de los vestigios más notables es la villa romana de Puente, situada a unos dos kilómetros al sur del casco urbano actual. Esta villa residencial y agrícola, de estructura peristilar, fue edificada en el siglo IV y muestra una planificación compleja, con habitaciones diversas, zonas termales y pavimentos de mosaicos policromados de gran calidad artística.

### Edad media
Durante el dominio andalusí, Albaladejo albergó una fortaleza de importancia estratégica, ubicada junto al actual templo parroquial. Esta construcción protegía el paso de rutas como la antigua calzada Hercúlea, luego conocida como Camino Real de Andalucía. En esta época recibiría el nombre por el que actualmente se le conoce.
A partir de la conquista castellana del Imperio almohade, hacia 1214, la villa pasó a formar parte de los territorios administrados por la Orden de Santiago, integrándose en la encomienda de Segura de la Sierra. A lo largo del siglo XIII, dicha orden militar consolidó su presencia en el lugar, reformando o reconstruyendo parcialmente la fortaleza para reforzar la defensa del Campo de Montiel. Junto a este castillo se alzó, en la segunda mitad del siglo, una ermita construida por los caballeros santiaguistas.
Con el paso del tiempo, y debido al crecimiento poblacional y económico de la zona, se erigió sobre ella una iglesia de mayor envergadura a finales del siglo XV y comienzos del XVI. El templo, dedicado al Apóstol Santiago, fue construido según los cánones renacentistas de clasicismo sobrio, con planta de cruz latina, una sola nave con bóveda de cañón, crucero cubierto por cúpulas y una sólida torre-campanario. Diversas ampliaciones y reformas fueron realizadas posteriormente.

### Edad Moderna
En 1566, Albaladejo logró independizarse de la encomienda de Segura de la Sierra, obteniendo el título de villa. Desde entonces y hasta el siglo XIX, mantuvo su estatus bajo el sistema jurisdiccional de la Orden de Santiago. En el ámbito productivo, el municipio contaba con elementos clave para la vida rural tradicional, como el Molinillo, una estructura de origen muy antiguo, posiblemente romana, que seguía en funcionamiento al menos hasta el siglo XVIII.
Con la abolición del régimen señorial por las Cortes de Cádiz en 1812, y tras la nueva división provincial de 1833, el pueblo de Albaladejo quedó definitivamente integrado como municipio dentro de la provincia de Ciudad Real. Desde entonces, su nuevo estatus ya desvinculado de antiguos señoríos y enclaves jurisdiccionales, quedó consolidado dentro del sistema provincial que perdura hasta hoy.

## Geografía
Tiene una superficie de 48,94 km² con una población de 1003 habitantes (INE 2024) y una densidad de 28,57 hab/km². Es limítrofe con la provincia de Albacete. En 2024, contaba con una población de 1003 habitantes.

## Demografía
Albaladejo cuenta con una población de 1003 habitantes (INE 2024).
| Gráfica de evolución demográfica de Albaladejo entre 1842 y 2021                                                    |
| |
| Población de derecho según los censos de población del INE Población de hecho según los censos de población del INE |

## Administración y política

### Listado de alcaldes desde 1979
| Nombre                          | Lista     | Fecha de posesión   | Fecha de baja       |
| ------------------------------- | --------- | ------------------- | ------------------- |
| Andrés García Arce              | UCD       | 19 de abril de 1979 | 23 de mayo de 1983  |
| Andrés García Arce              | AP/PDP/UL | 23 de mayo de 1983  | 30 de junio de 1987 |
| Germán Rodríguez Castellanos    | PSCM-PSOE | 30 de junio de 1987 | 15 de junio de 1991 |
| Germán Rodríguez Castellanos    | PSCM-PSOE | 15 de junio de 1991 | 17 de junio de 1995 |
| Juan Ángel Rodado Rubio         | PP-CLM    | 17 de junio de 1995 | 3 de julio de 1999  |
| Juan Ángel Rodado Rubio         | PP-CLM    | 3 de julio de 1999  | 14 de junio de 2003 |
| Francisco Javier Gallego Amador | PSCM-PSOE | 14 de junio de 2003 | 16 de junio de 2007 |
| Ángel Algaba Galdón             | PP-CLM    | 16 de junio de 2007 | 11 de junio de 2011 |
| Ángel Algaba Galdón             | PP-CLM    | 11 de junio de 2011 | 13 de junio de 2015 |
| Ángel Algaba Galdón             | PP-CLM    | 13 de junio de 2015 | 15 de junio de 2019 |
| Elena Castillo Gómez            | PSCM-PSOE | 15 de junio de 2019 | 17 de junio de 2023 |

### Composición del ayuntamiento por legislatura
1979-1983
| Lista     | N.⁰ de concejales |
| --------- | ----------------- |
| UCD       | 7                 |
| PSCM-PSOE | 2                 |
| FE-JONS   | 1                 |
| CD        | 1                 |
| Total     | 11                |

1983-1987
| Lista     | N.⁰ de concejales |
| --------- | ----------------- |
| AP-PDP-UL | 6                 |
| PSCM-PSOE | 5                 |
| Total     | 11                |

1987-1991
| Lista     | N.⁰ de concejales |
| --------- | ----------------- |
| PSCM-PSOE | 6                 |
| AP        | 4                 |
| CDS       | 1                 |
| Total     | 11                |

1991-1995
| Lista     | N.⁰ de concejales |
| --------- | ----------------- |
| PSCM-PSOE | 6                 |
| PP-CLM    | 2                 |
| CDS       | 1                 |
| Total     | 11                |

1995-1999
| Lista     | N.⁰ de concejales |
| --------- | ----------------- |
| PP-CLM    | 5                 |
| PSCM-PSOE | 4                 |
| Total     | 9                 |

1999-2003
| Lista     | N.⁰ de concejales |
| --------- | ----------------- |
| PP-CLM    | 5                 |
| PSCM-PSOE | 4                 |
| Total     | 9                 |

2003-2007
| Lista     | N.⁰ de concejales |
| --------- | ----------------- |
| PSCM-PSOE | 4                 |
| ICA       | 2                 |
| PP-CLM    | 2                 |
| ASI       | 1                 |
| Total     | 9                 |

2007-2011
| Lista     | N.⁰ de concejales |
| --------- | ----------------- |
| PP-CLM    | 4                 |
| PSCM-PSOE | 4                 |
| ASI       | 1                 |
| Total     | 9                 |

2011-2015
| Lista     | N.⁰ de concejales |
| --------- | ----------------- |
| PP-CLM    | 4                 |
| PSCM-PSOE | 4                 |
| DEYPA     | 1                 |
| Total     | 9                 |

2015-2019
| Lista     | N.⁰ de concejales |
| --------- | ----------------- |
| PP-CLM    | 5                 |
| PSCM-PSOE | 4                 |
| Total     | 9                 |

2019-2023
| Lista     | N.⁰ de concejales |
| --------- | ----------------- |
| PSCM-PSOE | 5                 |
| PP-CLM    | 4                 |
| Total     | 9                 |

## Fiestas
- Danza de las ánimas: la danza, o función de ánimas, consiste en vestir una vara de cuatro metros con ocho cintas, tantas como danzantes. Es tradicional del folclor manchego.
- Semana Santa, donde destaca especialmente la procesión del Resucitado, la Carrera del Niño en la que se lleva corriendo una imagen de Cristo resucitado en andas por los campos y calles de la localidad. Cuando acaba la procesión, se presentan las andas ante una imagen de la Virgen María a la que se le cambia el manto negro que lleva por uno blanco. Los tambores y las cornetas empiezan a tocar en ese momento.
- Romería de San Marcos: el 25 de abril.
- Romería de San Isidro: el 15 de mayo.
- Romería de San Cristóbal: el 10 de julio.
- Fiestas Patronales: del 23 al 26 de julio, se celebran en honor de Santiago Apóstol.
- Fiestas en honor a la Virgen del Rosario: se celebra el 8 de octubre.